# 赵国政
赵国政（1931年—），男，黑龙江密山人，中国舞蹈教育家、评论家，曾任中国舞蹈家协会常务理事。